# Roadblock (mars 2016)
Cet article concerne l'édition de mars 2016 de Roadblock. Pour toutes les autres éditions, voir WWE Roadblock.
L'édition de mars 2016 de Roadblock est une manifestation de catch (lutte professionnelle) produite par World Wrestling Entertainment (WWE), une fédération de catch Américaine, qui est exclusivement visible sur le WWE Network. L'événement a eu lieu le 12 mars 2016 au Richoh Coliseum à Toronto, dans la province de l'Ontario au Canada. Il s'agit de la toute première édition de Roadblock, qui au départ devait s'appeler March to WrestleMania. Triple H et Dean Ambrose sont les vedettes de l'affiche officielle (promotionnelle).
En accueillant près de 9 500 personnes, la carte de Roadblock (mars 2016) comprend neuf matchs dont deux dark matchs. Un main event fait l'objet de promotion par la World Wrestling Entertainment. Ce main event a vu Dean Ambrose faire face au WWE World Heavyweight Champion, Triple H, pour le WWE World Heavyweight Championship, match qui fut remporté par ce dernier.

## Contexte
Les spectacles de la World Wrestling Entertainment (WWE) sont constitués de matchs aux résultats prédéterminés par les scénaristes de la WWE. Ces rencontres sont justifiées par des storylines – une rivalité avec un catcheur, la plupart du temps – ou par des qualifications survenues dans les shows de la WWE telles que Raw, SmackDown, Superstars, Main Event et NXT. Tous les catcheurs possèdent un gimmick, c'est-à-dire qu'ils incarnent un personnage gentil (face) ou méchant (heel), qui évolue au fil des rencontres. Un événement comme Roadblock est donc un événement tournant pour les différentes storylines en cours,.

### Triple H contre Dean Ambrose
Le 29 février à Raw, Dean Ambrose lance un défi à Triple H pour un match pour le WWE World Heavyweight Championship. Plus tard dans la soirée, Triple H interfère dans le match d'Ambrose qui faisait face à Alberto Del Rio, match qui fut remporté par ce dernier par disqualification. Après cette défaite, Ambrose attaque Triple H, mais celui-ci l'arrête avec un Pedigree. Après avoir attaqué Ambrose, Triple H annonce qu'il accepte son défi puis l'attaque à nouveau. Il est annoncé plus tard que ce match aura lieu à Roadblock.

### Brock Lesnar contre The Wyatt Family
Lors du Royal Rumble match au Royal Rumble, Brock Lesnar élimine Luke Harper, Erick Rowan et Braun Strowman, tous les trois membres de la Wyatt Family. Cependant, le trio est retourné dans le ring pour éliminer Brock Lesnar. Le 3 mars à SmackDown, il est annoncé que Brock Lesnar ferait face à Bray Wyatt lors de Roadblock.

## Tableau des matchs
| # | Matchs | Stipulations                                            | Temps |
| --- | --- | ------------------------------------------------------- | ----- |
| 1D | Mark Henry bat Randy Sharp                                                                                           | Match simple                                            | 3:35  |
| 2D | Goldust (avec R-Truth) bat Viktor (avec Konnor)                                                                      | Match simple                                            | 6:44  |
| 3 | The New Day (Big E et Kofi Kingston) (c) (avec Xavier Woods) battent The League of Nations (Sheamus et King Barrett) | Tag team match pour le WWE Tag Team Championship        | 9:49  |
| 4 | Chris Jericho bat Jack Swagger par soumission                                                                        | Match simple                                            | 7:54  |
| 5 | The Revival (Scott Dawson et Dash Wilder) (c) battent Enzo Amore et Colin Cassady (avec Carmella)                    | Tag team match pour le NXT Tag Team Championship        | 10:17 |
| 6 | Charlotte (c) (avec Ric Flair) bat Natalya                                                                           | Match simple pour le WWE Divas Championship             | 13:37 |
| 7 | Brock Lesnar (avec Paul Heyman) bat The Wyatt Family (Bray Wyatt et Luke Harper)                                     | 2-on-1 handicap match                                   | 4:03  |
| 8 | Sami Zayn bat Stardust                                                                                               | Match simple                                            | 12:33 |
| 9 | Triple H (c) bat Dean Ambrose                                                                                        | Match simple pour le WWE World Heavyweight Championship | 24:43 |
| (c) – désigne le(s) champion(s) défendant son/leur titre(s) dans le match D – indique que le match était un dark match | |                                                         |       |